# Giro della Toscana Under-23
Il Giro della Toscana Under-23 fu una corsa a tappe maschile di ciclismo su strada disputata in Toscana dal 1993 al 2007. Riservata ai dilettanti Elite/Under-23 fino al 2004, dal 2005 al 2007 fu aperta ai soli Under-23 e inserita nel calendario dell'UCI Europe Tour come gara di classe 2.2U.

## Albo d'oro
Aggiornato all'edizione 2007.
| Anno | Vincitore          | Secondo             | Terzo              |
| ---- | ------------------ | ------------------- | ------------------ |
| 1993 | Roberto Pistore    |                     |                    |
| 1994 | Filippo Casagrande |                     |                    |
| 1995 | Stefano Faustini   |                     |                    |
| 1996 | Nunzio Ripamonti   |                     |                    |
| 1997 | Stefano Panetta    |                     |                    |
| 1998 | Angelo Lopeboselli |                     |                    |
| 1999 | Seweryn Kohut      | Leonardo Giordani   | Francesco Mannucci |
| 2000 | Antonio Salomone   | Dmitrij Gajnitdinov | Ruslan Pidhornyj   |
| 2001 | Denis Bondarenko   | Petter Renang       | Cristian Tosoni    |
| 2002 | Davide Bragazzi    | Antonio De Conto    | Maurizio Varini    |
| 2003 | Kirill Golubev     | Andrij Hrivko       | Giovanni Visconti  |
| 2004 | Andrij Hrivko      | Alessio Signego     | Vincenzo Nibali    |
| 2005 | Sergej Firsanov    | Simone Guidi        | Donato Cannone     |
| 2006 | Francesco Gavazzi  | Anton Rešetnikov    | Aurélien Passeron  |
| 2007 | Emanuele Vona      | Marco Cattaneo      | Mirko Selvaggi     |